# Chhota Udepur (Distrikt)
Der Distrikt Chhota Udepur (Gujarati છોટાઉદેપુર જિલ્લો), auch Chhota Udaipur, ist ein Verwaltungsdistrikt im indischen Bundesstaat Gujarat. Verwaltungssitz ist die Stadt Chhota Udaipur.

## Geografie und Klima

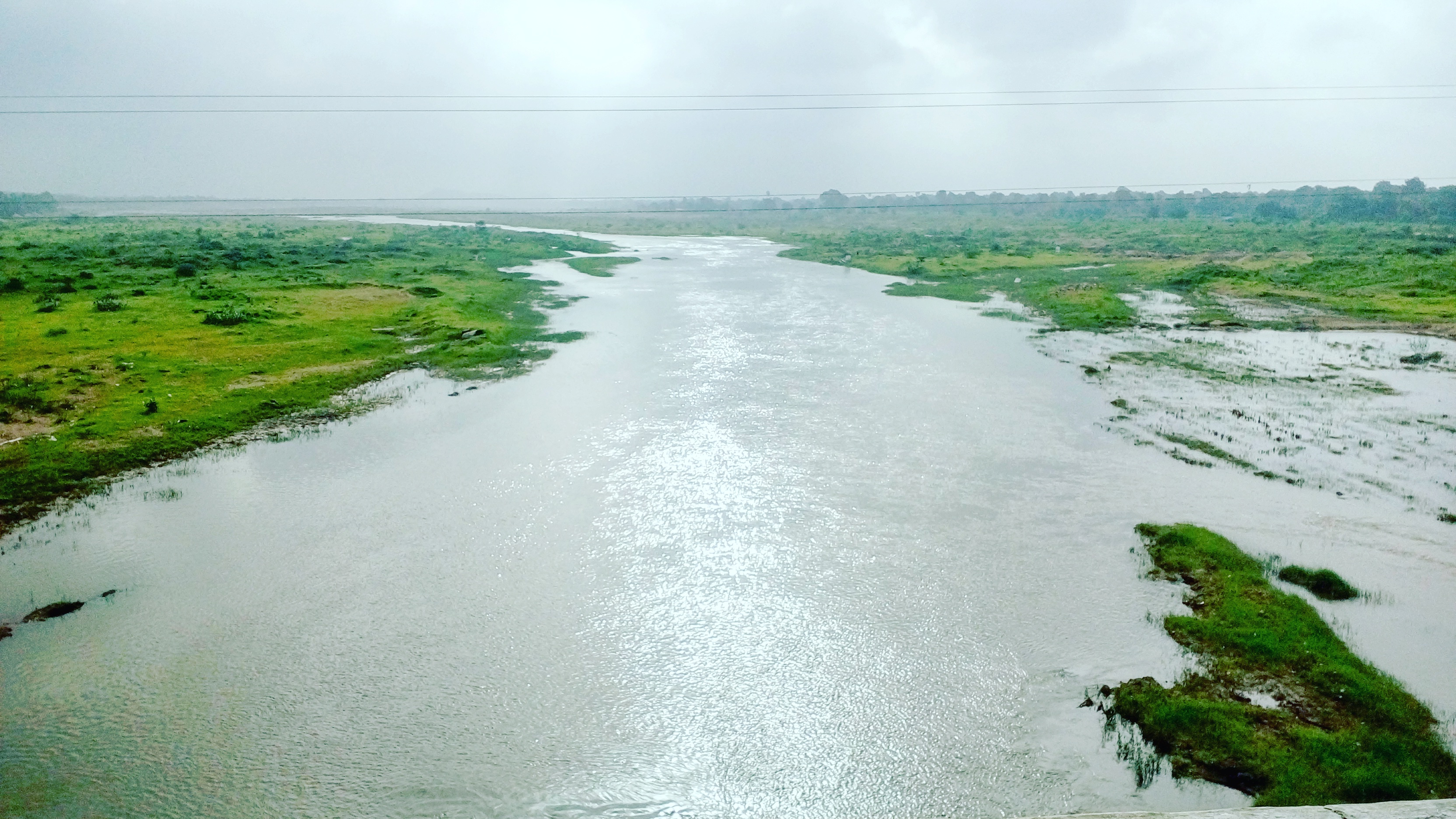
Der Fluss Orsang bei Bodeli

Der Distrikt liegt an der Ostgrenze Gujarats zu den Bundesstaaten Madhya Pradesh und Maharashtra. Die angrenzenden Distrikte sind Dahod und Panchmahal im Norden, Vadodara im Westen, Narmada im Süden, sowie Alirajpur (Madhya Pradesh) im Osten und Nandurbar (Maharashtra) im Süden. Ein Teil der südlichen Distriktgrenze wird vom Fluss Narmada gebildet. Der größten Flüsse im Distrikt sind Orsang und Heran, die später in den Narmada münden. Die Topographie ist im Westen flach und im Osten von Hügeln und Bergen geprägt.
Klimatisch liegt der Distrikt in einer Übergangszone zwischen den regenreicheren Gebieten Gujarats im Osten Gujarats und den trockenen Ebenen im Norden Gujarats. Das Klima ist insgesamt subtropisch mit mäßigem Niederschlag. Die drei Jahreszeiten sind die Monsunzeit von Mitte Juni bis Oktober, der Winter von November bis Februar und der Sommer von März bis Anfang Juni. Die Temperatur steigt ab März bis auf ein Maximum von 41 °C in einzelnen Gebieten des Distrikts. Kältester Monat ist der Januar.

## Geschichte

Distrikt Distrikt Vadodara im Jahr 2011. 2013 wurde aus den fünf östlichen Taluks der neue Distrikt Chhota Udepur gebildet

Der Distrikt wurde am 15. August 2013, symbolträchtig am 67. Jahrestag der Unabhängigkeit Indiens aus den östlichen Teilen des Distrikts Vadodara (Taluks Chhota Udaipur, Jetpur Pavi, Kawant, Naswadi und Sankheda) neu gebildet. Die Regierung des damaligen Chief Ministers von Gujarat Narendra Modi setzte damit ein Wahlversprechen um, das die BJP vor der Wahl in Gujarat 2012 abgegeben hatte. Der Distrikt Chhota Udepur war einer von sieben Distrikten, die an diesem Tag in Gujarat neu entstanden. Die Bildung des neuen Distrikts wurde einerseits mit der Notwendigkeit einer weiteren Dezentralisierung begründet und andererseits mit der Feststellung, dass die Probleme der von Stammesvölkern dominierten Taluks in der Region deutlich andere seien, als die des restlichen Distrikts Vadodara. Der Distrikt Chhota Udaipur war der dritte von Stammesvölkern dominierte Distrikt in Gujarat (nach den Distrikten Narmada und Tapi).
Vor der Unabhängigkeit Indiens 1947 gehörte das Distriktgebiet zum Fürstenstaat Chhota Udaipur, der 1743 begründet worden war. Während der britischen Kolonialzeit war der Fürstenstaat in der Rewa Kantha Agency administrativ organisiert. Am 10. März 1948 kam das Gebiet zu Indien und gehörte zunächst zum Bundesstaat Bombay, der 1960 in die beiden Staaten Maharashtra und Gujarat geteilt wurde.

## Bevölkerung
Da der Distrikt erst 2013 gebildet wurde, ist er in der Volkszählung 2011 nicht separat erfasst. Allerdings lassen sich durch Aufaddierung der Daten der im Jahr 2011 bestehenden fünf Taluks Chhota Udaipur, Jetpur Pavi, Kawant, Naswadi und Sankheda demografische Daten berechnen. Demnach hatte der spätere Distrikt im Jahr 2011 1.071.831 Einwohner (544.849 männlich, 526.982 weiblich). 507.877 der 906.897 Einwohner über 6 Jahren konnten lesen und schreiben. Die Alphabetisierungsrate lag mit 56,0 % weit unter dem Durchschnitt Gujarats (78,0 %). Am niedrigsten war sie mit 43,5 % im Taluk Chhota Udaipur. 72.415 Einwohner lebten in städtischen und 999.416 in ländlichen Siedlungen. Der Urbanisierungsgrad war mit 6,8 % außerordentlich niedrig (Durchschnitt Gujarats: 42,6 %). 856.862 Personen (79,9 %) gehörten zur registrierten Stammesbevölkerung (Scheduled Tribes, Adivasi) und 25.279 (2,4 %) zu den registrierten unterprivilegierten Kasten (Scheduled Castes). In religiöser Hinsicht war der Distrikt sehr homogen: 1.035.085 Personen (96,6 %) waren Hindus, 34.222 Personen (3,2 %) Muslime und 2524 (0,2 %) gehörten anderen Religionen an oder machten keine Angabe.

## Verwaltung

### Taluks
Im Jahr 2022 war der Distrikt administrativ in sechs Taluks eingeteilt: Chhotaudepur, Jetpur Pavi, Kawant, Naswadi, Sankheda und Bodeli.

### Städtische Siedlungen
Bei der Volkszählung 2011 gab es eine Municipality und sechs Census Towns (mit Einwohnerzahl 2011).
- Chhota Udaipur (25.787)

Census Towns
- Kawant (9553)
- Nasvadi (8076)
- Jetpur (7864)
- Bodeli (12.184)
- Alikherva (8951)
- Bodeli (12.184)

## Besonderheiten

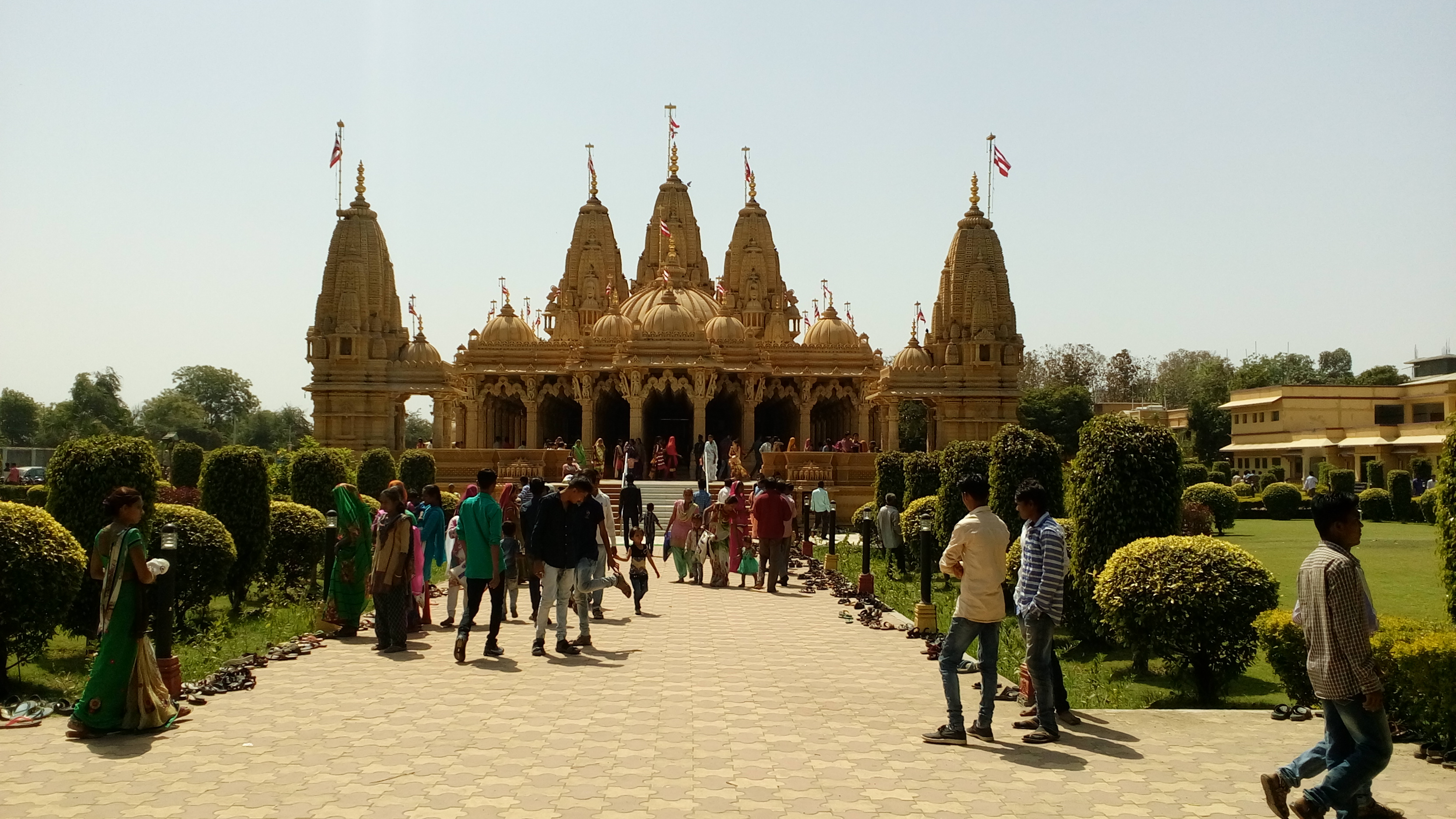
BAPS Swaminarayan Tempel im Taluk Bodeli

Als Sehenswürdigkeiten gelten der Ende des 19. Jahrhunderts erbaute Kali Niketan (Nahar Mahal), der Palast der Maharajas von Chhota Udaipur in der Distrikthauptstadt. Der 35 Kilometer von der Distrikthauptstadt entfernte, hinduistische Swaminarayan-Tempel ist ein überregional bedeutendes Pilgerziel.